# División Intermedia (Callao) 1938
La División Intermedia del Callao, fue séptima edición del campeonato de 1938 La División Intermedia fue la segunda categoría del fútbol del Callao, debajo de la Primera División Provincial del Callao. 

## Historia
En la temporada 1938, se brindó un único ascenso al mejor equipo del campeonato, para la Primera División Provincial del Callao. En esta edición lo integra el 
Atlético Excelsior, que descendió de la primera división del Callao. A su vez, los ascendidos Real Felipe y Scuola Deportiva Italia.
El club Scuola Deportiva Italia logró el título del torneo y su ascenso a la división superior. Adicionalmente, Sporting Bellavista consiguió el segundo puesto.

## Equipos participantes
Grupo A
- Scuola Deportiva Italia - Finalista
- Real Felipe
- Atlético Excelsior
- Sportivo Águila
- Unión Zorrilla
- Atlético América
- Marcelo Pastor - desciende

Grupo B
- Sporting Bellavista - Finalista
- Deportivo Corsario
- Atlético Roma
- Santiago Rossell
- Boca Juniors Callao
- KDT Nacional
- Unión Vigil - desciende

## Final
|  | Scuola Deportiva Italia | 2:1 | Sporting Bellavista |  |  |

## Nota
- En 1936, se reestablece el torneo de la Segunda División Provincial del Callao.
- Del 1935 a 1940, la Tercera División Provincial del Callao se mantuvo sin operar.